# Стратиграфічний комплекс
Стратиграфічний комплекс (рос. стратиграфический комплекс, англ. stratigraphical complex; нім. Schichtenkomplex m) — найбільша таксономічна одиниця місцевих стратиграфічних підрозділів, яка об'єднує дві або декілька серій геологічних. Як правило, стратиграфічний комплекс — потужна та складна за складом та структурою сукупність геологічних утворень, яка відповідає великому тектонічному етапу в геологічному розвитку території. Стратиграфічний комплекс часто використовується в стратиграфії докембрійських утворень.